# Barcelona Sporting Club
Maillots
Actualités
Le Barcelona Sporting Club, ou simplement Barcelona SC, également connu sous le nom  Barcelona de Guayaquil, est un club sportif équatorien basé à Guayaquil, créé en 1925 par des migrants catalans. Le club est surtout connu pour sa section football qui remporte à 16 reprises le championnat national, il détient le record de titres nationaux et est le seul club du pays qui n'a jamais joué en deuxième division. Le club a disputé deux finales de Copa Libertadores en 1990 et 1998.
Le club entretient une rivalité avec l'autre club de Guayaquil, le Club Sport Emelec, le derby local est connu sous le nom de Clásico del Astillero. Le Barcelona SC dispute ses matchs à domicile au stade Monumental, le plus grand du pays.
À côté du football, le Barcelona SC a d'autres sections sportives, notamment le basketball, la boxe, la natation, l'athlétisme ou le tennis.

## Histoire

### Les débuts

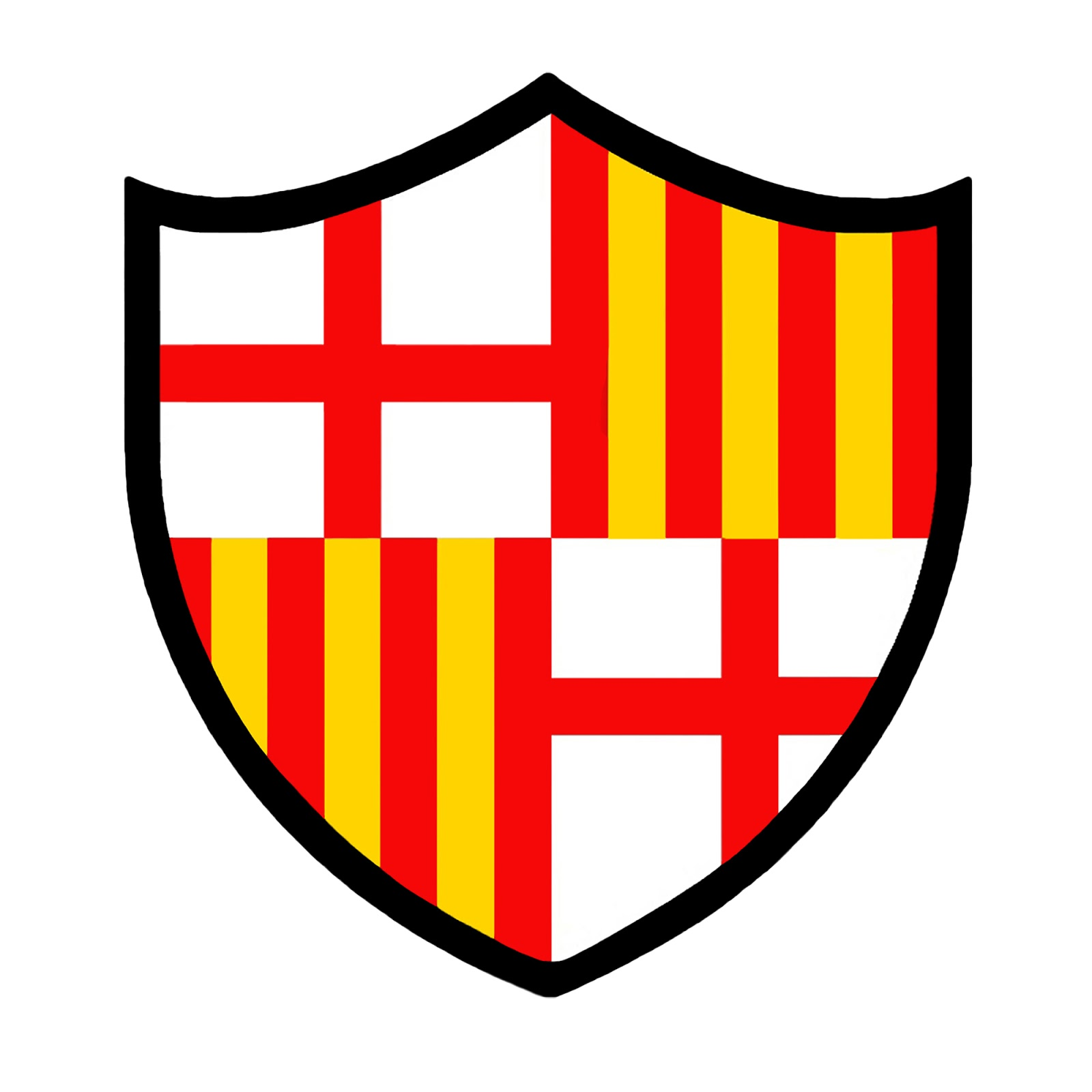
Premier écusson du club inspiré du drapeau de Barcelone

Le Barcelona SC est fondé le 1er mai 1925 par un groupe de jeunes migrants catalans autour d'Eutimio Pérez originaire de Barcelone venu s'installer en Équateur. Les fondateurs du Barcelona de Guayaquil étant majoritairement catalans, le nom de Barcelona Sporting Club est adopté contre la proposition des locaux qui préconisaient Deportivo Astillero. Le logo est par ailleurs une réplique de celui du FC Barcelone. Au début l'équipe joue avec un maillot noir et un short blanc, mais comme d'autres équipes avaient la même tenue, en 1928 on opte pour un maillot avec bandes verticales couleur or et rouge, les couleurs du drapeau de la Catalogne.
En août 1925, le Barcelona SC dispute son premier match officiel contre  CS Ayacucho en Serie B régionale, en figurant parmi les premiers le club monte en 1926 en Serie A. En 1931, le club joue la première fois en dehors de sa région en se rendant à Quito.

### Les années 30
En 1932, le club se rend de nouveau à Quito, pour participer à des compétitions de football, de basketball, de baseball, de natation et de patinage. À son retour il est sanctionné par la Fédération Sportive de Guayas, à cette époque il était illégal de partir en tournée sans l'autorisation de la fédération provinciale, le club se retrouve expulsé du championnat et son équipe est démantelée, la plupart des joueurs rejoignent d'autres équipes. Le club ne sera réhabilité qu'en 1934 et reprend la compétition en Serie C de la Province du Guayas. Il remporte le championnat sans défaite et est promu en Serie B en 1935.

### Débuts du professionnalisme

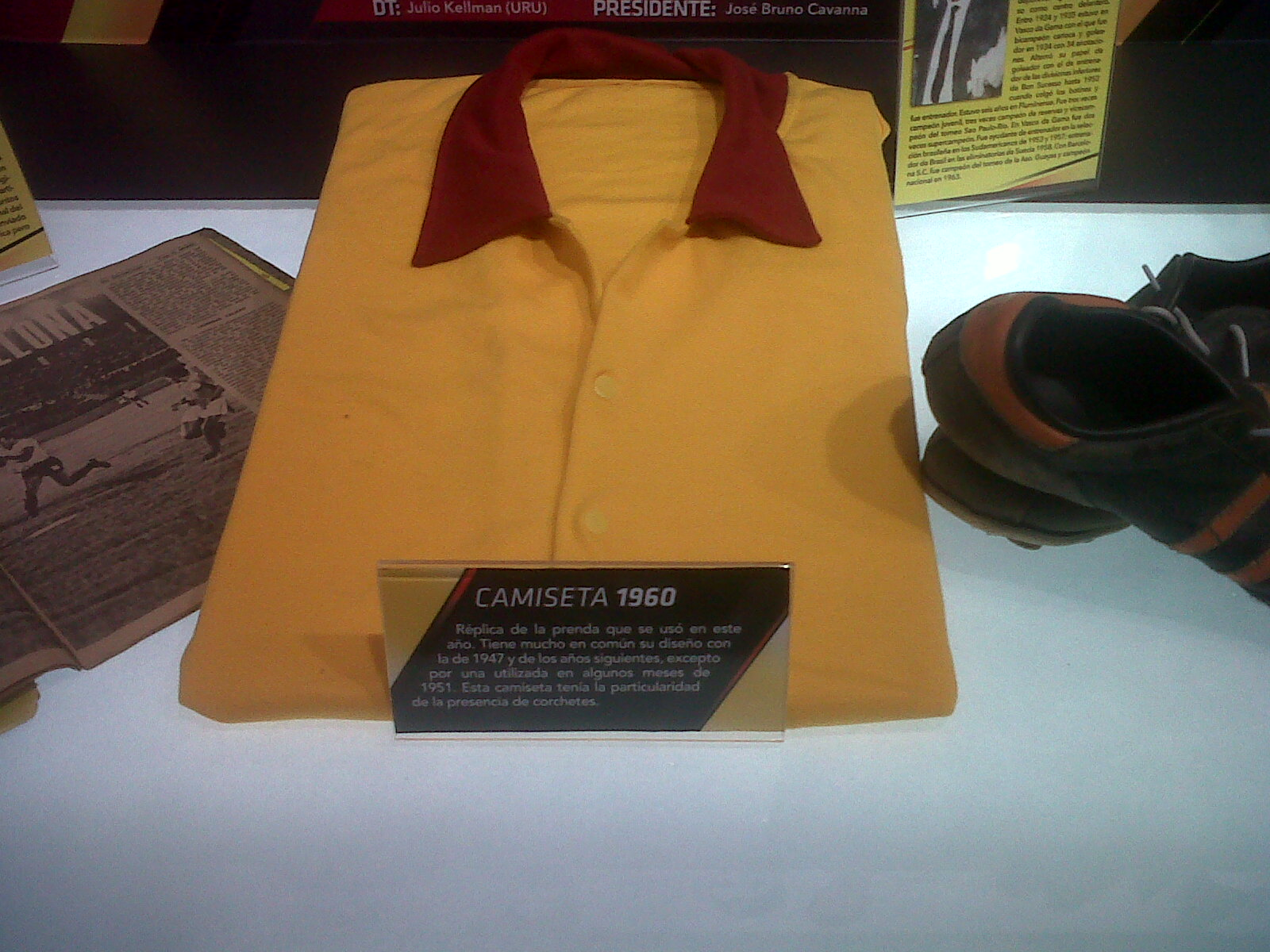
Le maillot du Barcelona SC en 1960, année du premier titre national

À la fin des années 1930, un autre club de Guayaquil, le Panamá Sporting Club domine le football régional, le Barcelona SC fera venir dans ses rangs de nombreux joueurs du Panamá SC, ils seront appelés les Panamitos. Cette nouvelle équipe stoppera l'autre rival local, Emelec et ses joueurs argentins. De là est né le Clásico traditionnel du football équatorien : le Clásico del Astillero.
En 1950, le club remporte son premier championnat régional et amateur, la même année le Barcelona SC avec d'autres clubs décident de fonder une ligue professionnelle, l' Asociación de Fútbol del Guayas.
Après avoir terminé deux fois vice-champion en 1953 et 1954, en 1955 le Barcelona SC remporte son premier championnat de Guayaquil (Campeonato de Guayaquil), d'autres titres suivront en 1961, 1963, 1965 et 1967. Ce championnat est qualificatif pour le championnat national où le Barcelona SC remportera le titre national lors de la deuxième édition en 1960 et participe à sa première Copa Libertadores, il remportera de nouveau le titre national en 1963 et 1966.
À partir de 1967, les championnats régionaux sont arrêtés pour laisser la place au championnat national de Serie A. Le Barcelona SC termine le premier championnat avec 10 équipes à la troisième place.

### Les années 70
Les années 1970 commencent bien pour le Barcelona SC, il remporte ses 4e et 5e titres de champion en 1970 et 1971.
Lors de la Copa Libertadores 1971, le Barcelona SC termine à la première place de son groupe et se qualifie pour le deuxième tour. Le club terminera deuxième derrière les Argentins d'Estudiantes de La Plata, mais réussira l'exploit de gagner le match en Argentine contre le triple champion d'Amérique du Sud en titre, le match gagné 1 à 0 restera dans les mémoires comme la Hazaña de La Plata (l'exploit de La Plata). C'est également la première défaite à domicile de l'Estudiantes en Copa Libertadores depuis sa création.
En 1972, le Barcelona SC était bien parti pour remporter son troisième titre d'affilée, cependant, le match nul 3-3 contre El Nacional lors du tour final gâchera les chances de titre et de qualification pour la Copa Libertadores, commence alors une longue période de frustration. À partir de ce moment, le Barcelona entre dans une longue phase où il n'obtiendra aucun titre national jusqu'en 1980 et enregistre l'une des pires campagnes de son histoire (en 1979), dans laquelle il a été sauvé de la relégation lors de la dernière journée.
En 1975, avec une équipe renouvelée, l'équipe termine à la troisième place de la première phase, en raison des dettes du club envers les joueurs, l'équipe s'est mise en grève, perturbant la deuxième phase. Lors de la phase finale, elle terminera à la 4e place.

### Les années 80 et 90, la période dorée
Après neuf années de disette, le club remporte ses 6e et 7e titres de champion en 1980 et 1981 et entame l'étape la plus glorieuse de son histoire, où en 18 ans, elle remporte huit championnats nationaux et atteint deux fois la finale de la Copa Libertadores.
En 1987, en plus d'être champion, le Barcelona inaugure son propre stade, puisque l'équipe jouait à l'Estadio Modelo. Initialement d'une capacité de 50 000 places (il a ensuite été étendu à 90 000 places en 1992), le stade  Monumental Isidro Romero Carbo est considéré comme l'un des meilleurs d'Amérique du Sud et le plus grand d'Équateur. L'inauguration a été célébrée avec un tournoi quadrangulaire, dans lequel le match d'ouverture a été joué entre le Barcelona Sporting Club et le FC Barcelone, avec une victoire 2-1 pour l'équipe équatorienne. Le tournoi sera finalement remporté par Emelec.
Lors de la Copa Libertadores 1990, le Barcelona SC débute dans le groupe A où toutes les équipes se retrouvent à égalité de points, il faut un match d'appui contre le club bolivien d'Oriente Petrolero, qui se termine avec une séance de tirs au but, pour se qualifier pour les huitièmes de finale. Après avoir battu les Uruguayens du Club Atlético Progreso, le Barcelona retrouve en quart de final le rival local Emelec qu'il bat également. En demi-finale, Barcelona a dû affronter River Plate d'Argentine, obtenant la victoire grâce à une séance de tirs au but. Le club rencontre pour sa première finale les Paraguayens du Club Olimpia et devient le premier club équatorien à atteindre la finale de la Copa Libertadores. Le match aller à Asunción est perdu 2 à 0. Lors du match retour à Guayaquil au stade Monumental, Barcelona n'a pas pu inverser le résultat, faisant match nul 1 à 1.
Pour la Copa Libertadores 1998, Barcelona atteint de nouveau la finale, battant des équipes comme Colo-Colo et Club Bolívar, entre autres. La finale s'est jouée contre les Brésiliens de Vasco da Gama. Le match aller a eu lieu à Rio de Janeiro, où l'équipe locale a battu Barcelona 2 à 0. Au match retour, à Guayaquil, Barcelona perd 1 à 2.
Le championnat remporté en 1997 était le dernier titre obtenu dans les années 1990 par le Barcelona SC. Dès lors, pendant plus d'une décennie, le club n'a pas pu remporter le championnat national.

### Les années 2000, la crise
En 2000, Barcelona SC était sur le point d'être relégué, l'équipe jaune perd de son importance dans le football équatorien et plusieurs poursuites ont été intentées contre elle par d'anciens joueurs pour non-respect des paiements et des règlements. Malgré les problèmes économiques, sportifs et financiers, Barcelona était vice-champion en 2002 où il était l'éternel favori, mais à la fin le championnat est remporté par son grand rival, Emelec.
En 2006, le Barcelona SC a constitué une équipe très compétitive avec l'arrivée de plusieurs Colombiens, elle a atteint les phases finales où le match crucial pour la qualification en Copa Libertadores 2007 a été joué contre LDU Quito, le match s'est terminé 1-1, et sera le théâtre du combat le plus violent de l'histoire du football équatorien où joueurs de Quito et de Guayaquil s'affrontent en fin de match.
À partir de 2007 le club ne s'est pas qualifié pour la Liguilla (phase finale du championnat), la première fois en 28 ans.
Depuis 2008, avec la nouvelle présidence, une nouvelle campagne baptisée "Barcelona : La Renovación" a émergé, avec laquelle le conseil d'administration investit environ 10 millions de dollars, devenant ainsi l'équipe la plus chère de l'histoire du football équatorien, malgré cela, le Barcelona SC n'a pas remporté le championnat ou l'une des quatre places pour la Copa Libertadores 2009.
En 2009, malgré l'arrivée de Benito Floro ancien entraîneur du Real Madrid le Barcelona SC frôle de nouveau la relégation, le 3 octobre 2009 le club joue sa survie en Serie A contre LDU Portoviejo, 55 000 spectateurs viennent encourager l'équipe au stade Monumental. Avec une victoire 2 à 0 le club évite la relégation.

### Les années 2010
Après une mauvaise campagne en 2009, le club est resté à la première place pendant la majeure partie du tournoi d'ouverture, cependant, une série de mauvais résultats le prive du tournoi final. Au cours de la deuxième étape, son niveau de jeu a chuté. Le club fait une brève apparition à la Copa Sudamericana 2010, après six ans sans participer à un tournoi continental, il sera éliminé au deuxième tour par Peñarol. En 2010, le club déplace le lieu d'entraînement du siège traditionnel de Guayaquil vers la ville de Quito, puisque la plupart des équipes du championnat viennent de l'intérieur du pays. L'objectif était d'acclimater les joueurs aux conditions d'altitude.

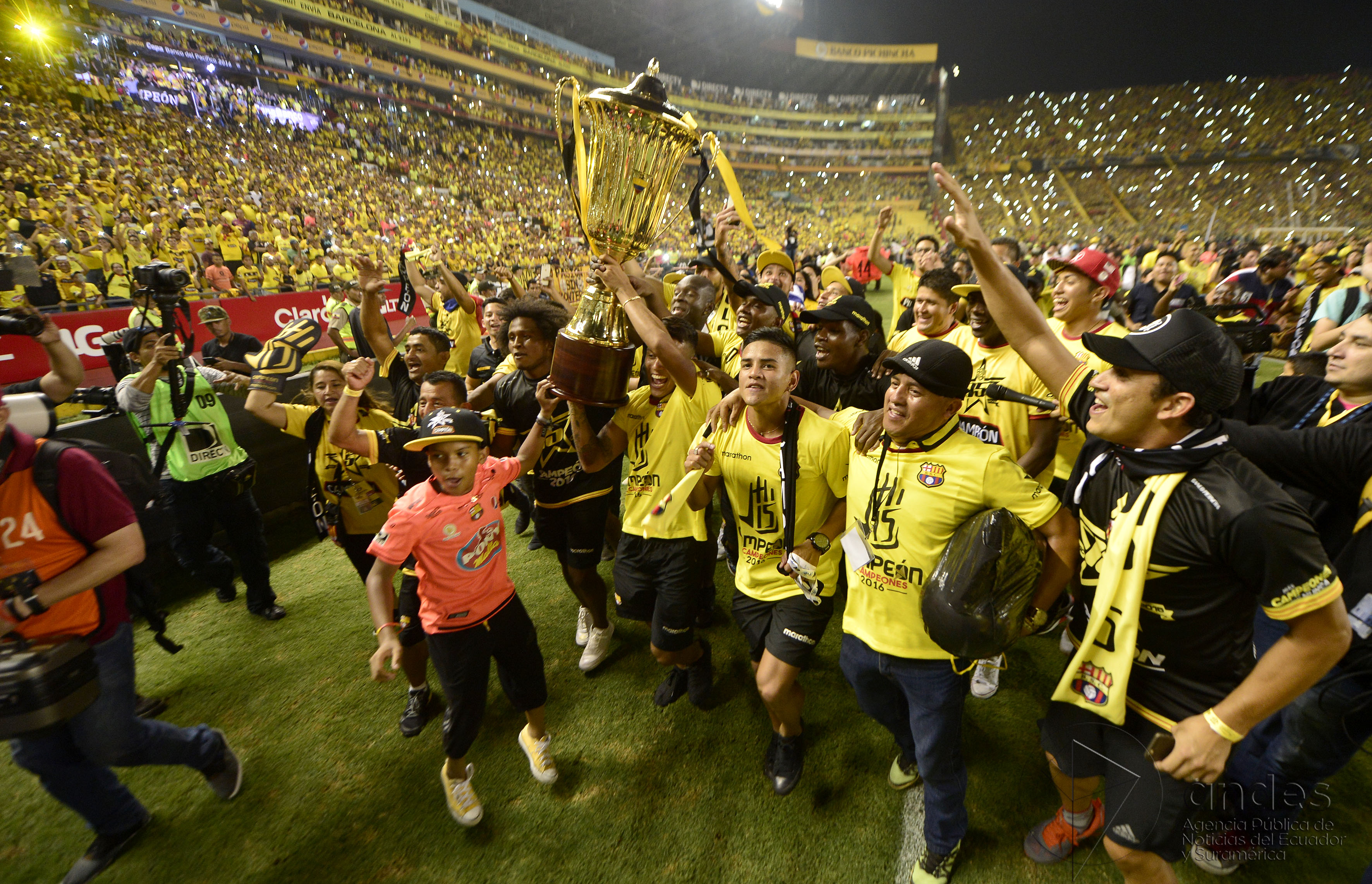
Le Barcelona SC fêtant son 15e titre en 2016

La démission d'Eduardo Maruri de la présidence du club en décembre 2010 a laissé une instabilité suivie d'autres démissions de collaborateurs et d'autres postes. En juin 2011, deux listes sont présentées pour l'élection d'une nouvelle direction: l'une dirigée par Luis Noboa, disqualifié comme candidat et remplacé par son frère Antonio Noboa ; et une autre dirigée par José Herrera. Après les élections, Antonio Noboa exerce les fonctions de président du Barcelona SC pour la période 2011 à 2015.
En 2012, après plusieurs changements d'entraîneurs arrive l'Argentin Gustavo Costas (en) qui amènera l'équipe à la première place de la première phase et de la deuxième phase, offrant le 14e titre de champion au Barcelona SC. La saison suivante il ne pourra pas renouvelé l'exploit et sera remplacé par Luis Soler qui ne restera pas la saison 2014. En 2016, sous la houlette de Guillermo Almada le club réédite l'exploit de 2012, en remportant les deux phases et le 15e titre national, dépassant ainsi son rival Emelec.
En 2020, le Barcelona SC remporte son 16e titre de champion d'Équateur.

## Litige avec le FC Barcelone
En 2013, Sandro Rosell le président du club catalan FC Barcelone porte plainte contre le club de Guayaquil pour utilisation commerciale de sa marque, après une année de procédure, l'Institut Équatorien de la Propriété Intellectuelle publie que les deux clubs ont trouvé un accord pour que les deux marques Barcelona coexistent en Equateur.

## Stades

### Estadio Ramón Unamuno
Le stade est inauguré en 1922, il s'appelle stade municipal de Guayaquil et sera le terrain de jeu de toutes les équipes de la ville. Le Barcelona SC l'utilise de 1925 à 1945. Le stade qui sera renommé Estadio Ramón Unamuno (es) en 1960, a accueilli le premier Clásico del Astillero officiel entre Barcelona et Emelec en 1943.

### Estadio George Capwell
Le stade George Capwell est le premier stade appartenant à un club en Équateur, c'est le stade du Club Sport Emelec qui sera également utilisé par le Barcelona SC de 1946 à 1959.

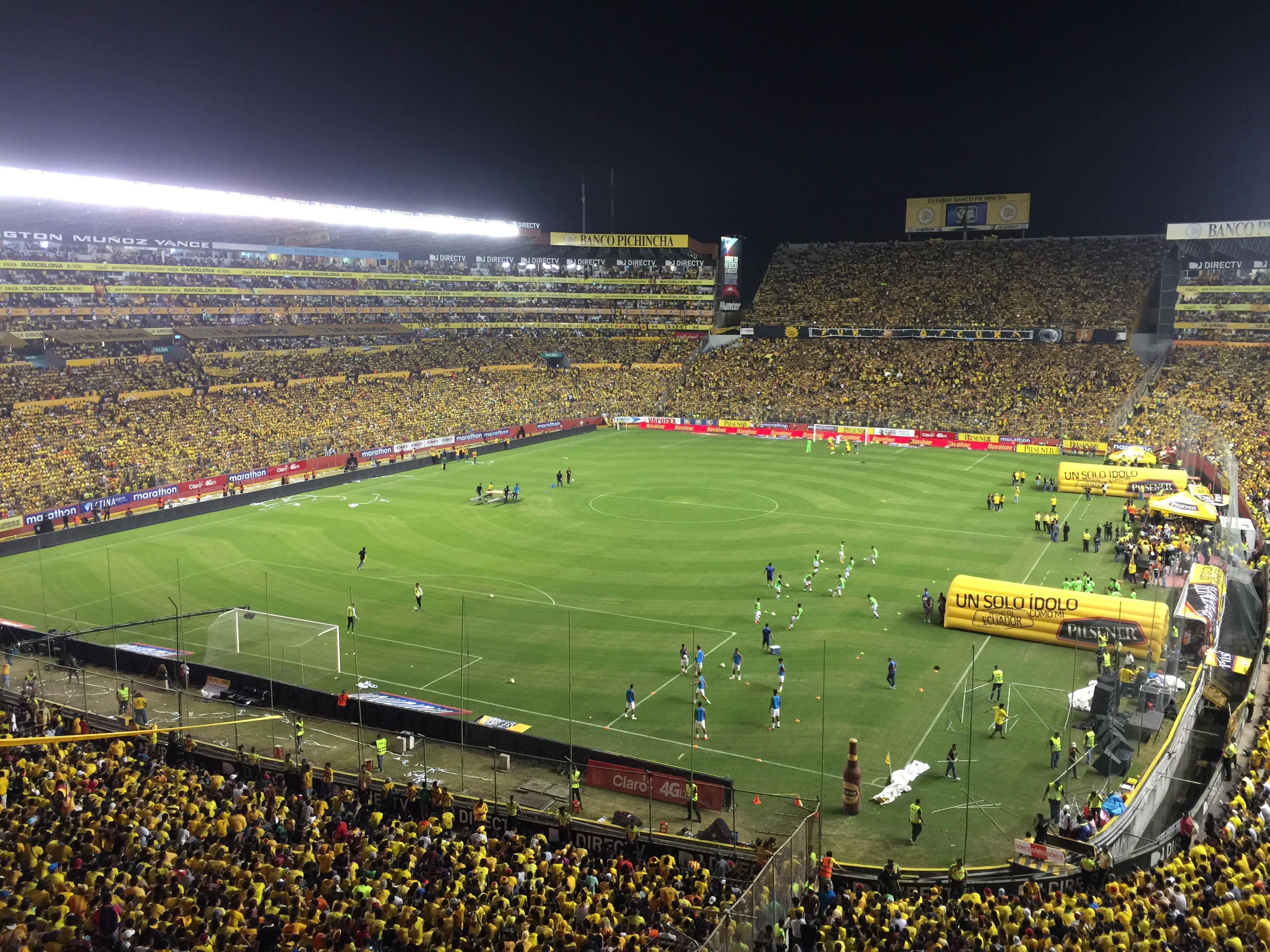
Le stade Monumental propriété du Barcelona SC

### Estadio Modelo Alberto Spencer
Le stade Modelo Alberto Spencer deviendra le terrain de jeu du Barcelona SC dès son ouverture jusqu'à 1987. C'est dans ce stade de 42 000 places que Barcelona fait ses débuts en Copa Libertadores.

### Estadio Monumental Isidro Romero Carbo
L'Estadio Monumental Isidro Romero Carbo est le propre stade du Barcelona SC, il est inauguré en 1987 et depuis le BSC y joue ses matchs à domicile, le club est toutefois retourné au stade Modelo Alberto Spencer pendant les travaux de rénovations en 2003 et 2007. La capacité du stade est limitée à 57 267 spectateurs mais il peut contenir officiellement 75 000 spectateurs, le maximum étant de 91 000 spectateurs. Pour des raisons de sponsoring le stade est nommé Estadio Monumental Banco Pichincha. Dans la culture populaire il est simplement désigné comme stade Monumental.

## Palmarès
| Compétitions nationales | Compétitions internationales                     |
| - Championnat d'Équateur (16) : - Champion : 1960, 1963, 1966, 1970, 1971, 1980, 1981, 1985, 1987, 1989, 1991, 1995, 1997, 2012, 2016 et 2020 - Vice-champion : 1957, 1962, 1968, 1982, 1986, 1990, 1992, 1993, 2002, 2003, 2005 (A) et 2022 - Supercoupe d'Équateur - Finaliste : 2021 | - Copa Libertadores : - Finaliste : 1990 et 1998 |

## Joueurs emblématiques

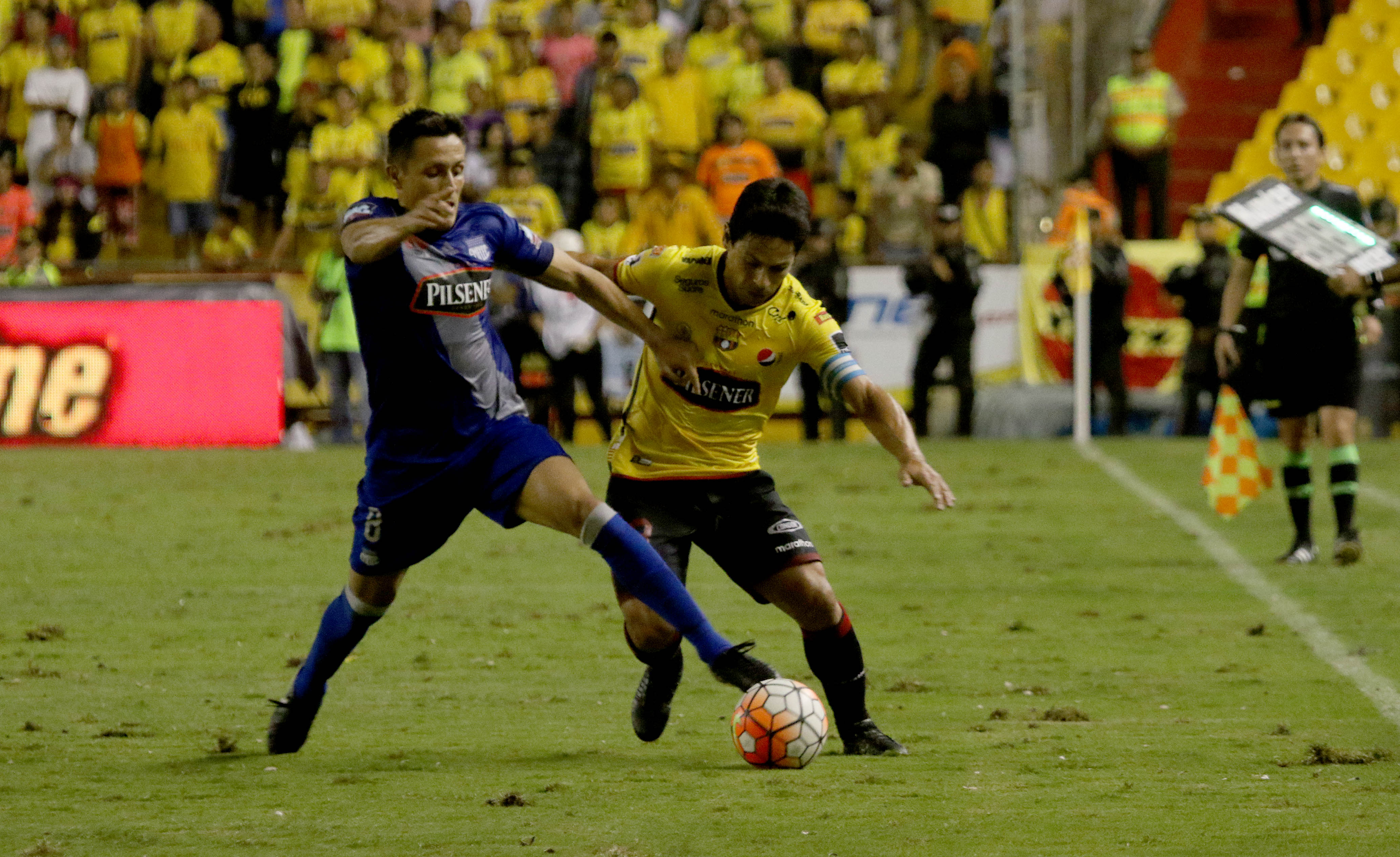
Matías Oyola pendant le derby en 2017

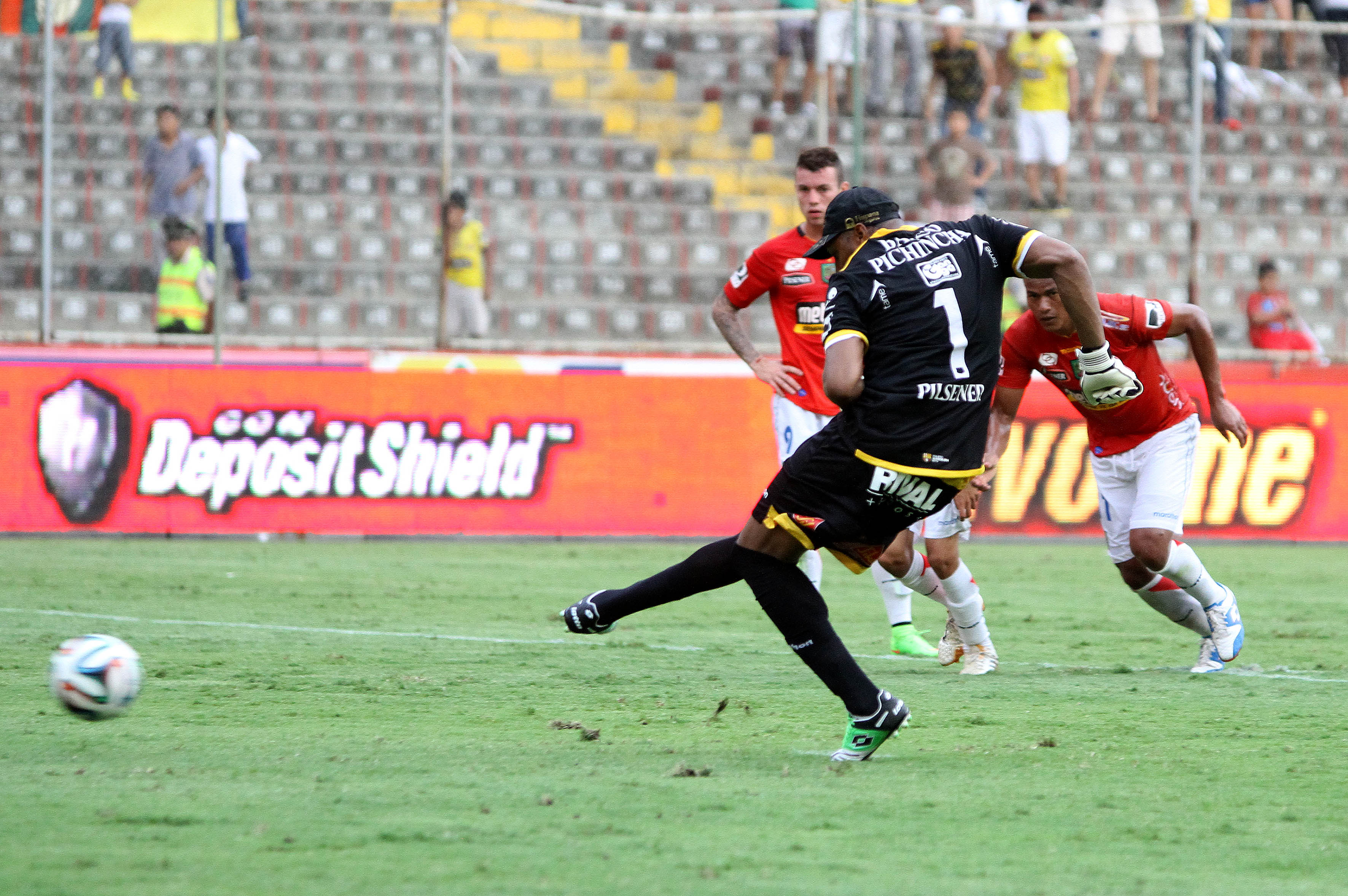
Máximo Banguera le gardien mythique tirant un penalty

Parmi les joueurs les plus capés et les idoles du club on trouve :
- José Cevallos est le joueur le plus capé du BSC avec 503 matchs. Il sera président du club de 2015 à 2019. Il sera également gouverneur de la Province du Guayas de 2017 à 2018 et ministre des Sports de 2011 à 2014.
- Máximo Banguera gardien de but, joue 451 matchs avec le BSC en dix saisons (2009-2019)
- / Matías Oyola (es), il commence sa carrière en Argentine au River Plate où il est champion d'Argentine en 2003, il rejoint le BSC en 2009 et y jouera jusqu'en 2021. Il sera trois fois champion d'Equateur avec le Barcelona SC.
- Jimmy Montanero, il joue seize ans au club et joue 398 matchs, il remporte 6 titres de champion.
- Raúl Noriega, il joue trois fois pour le BSC avec un total de 445 matchs
- Carlos Luis Morales joue 396 fois au BSC de 1983 à 1994 et reviendra de 1996 à 1997. Il sera dans le conseil municipal de Guayaquil puis préfet de la Province de 2019 à 2020.
- Washington Muñoz (es) est le meilleur buteur du Barcelona SC avec 101 buts en 356 matchs, il reste fidèle au club comme joueur de 1962 à 1977, puis restera au club de 1977 à 2011, assurant l'intérim comme entraîneur en 1977, 1978 et 2006.
- Nicolás Asencio joue la première fois en 1993 pour le club, il changera souvent de clubs mais reviendra quatre fois au Barcelona SC. Avec 92 buts il est le deuxième meilleur buteur du club. En fin de carrière de joueur il revient au BSC comme coordinateur sportif.
- Manuel Uquillas jouera trois fois au BSC (1987-1993, 1995-1997, 1999-2003) il remportera cinq championnats et terminera deux fois meilleur buteur du championnat.
- Agustín Delgado jouera trois fois au BSC après des expériences à l'étranger, en 2005 il quitte le club pour rejoindre un des grands rival, le LDU Quito.
- Carlos Muñoz joue au BSC de 1989 à 1993, il sera champion en 1991 et meilleur buteur du championnat en 1992.

| #   | Joueur              | Période                       | M.  | Buts |
| --- | ------------------- | ----------------------------- | --- | ---- |
| 1.  | José Cevallos       | 1990–2005/2005-2006           | 503 | -    |
| 2.  | Jimmy Montanero     | 1983–1999                     | 459 | -    |
| 3.  | Juan Madruñero      | 1968–1987                     | 454 | 74   |
| 4.  | Máximo Banguera     | 2009–2019                     | 451 | 4    |
| 5.  | Raúl Noriega        | 1987–1993/1994-2002/2006-2007 | 445 | 15   |
| 6.  | Matías Oyola (es)   | 2009-2021                     | 413 | 25   |
| 7.  | Carlos Luis Morales | 1983–1994/1996-1997           | 396 | -    |
| 8.  | Galo Vásquez (es)   | 1978–1990                     | 386 | -    |
| 9.  | Fricson George (es) | 1994-1998/2000-2008           | 377 | 7    |
| 10. | Hólger Quiñónez     | 1980–1989/1998-2000           | 374 | 8    |

| #   | Joueur                | Période                                      | Buts | M.  |
| --- | --------------------- | -------------------------------------------- | ---- | --- |
| 1.  | Washington Muñoz (es) | 1962–1977                                    | 101  | 356 |
| 2.  | Nicolás Asencio       | 1993/1996-1998/2000/2001-2002/2003/2006/2007 | 93   | 304 |
| 3.  | Manuel Uquillas       | 1987–1993/1995-1997                          | 92   | 266 |
| 4.  | Nelsinho              | 1971–1974                                    | 76   | 211 |
| 5.  | Juan Madruñero        | 1968–1987                                    | 74   | 454 |
| 6.  | Víctor Ephanor (es)   | 1976–1983                                    | 73   | 148 |
| .   | Carlos Alfaro Moreno  | 1994–1997/1998-2000/2001-2002                | 73   | 216 |
| 8.  | Carlos Muñoz Martínez | 1990–1993                                    | 70   | 158 |
| 9.  | Paulo César           | 1982–1984                                    | 63   | 125 |
| 10. | Agustín Delgado       | 1993–1998/2005-2006                          | 57   | 111 |

## Entraineurs
Parmi les entraîneurs du club, voici la liste des entraîneurs champions avec l'année du titre :
- Julio Kellman (1960)

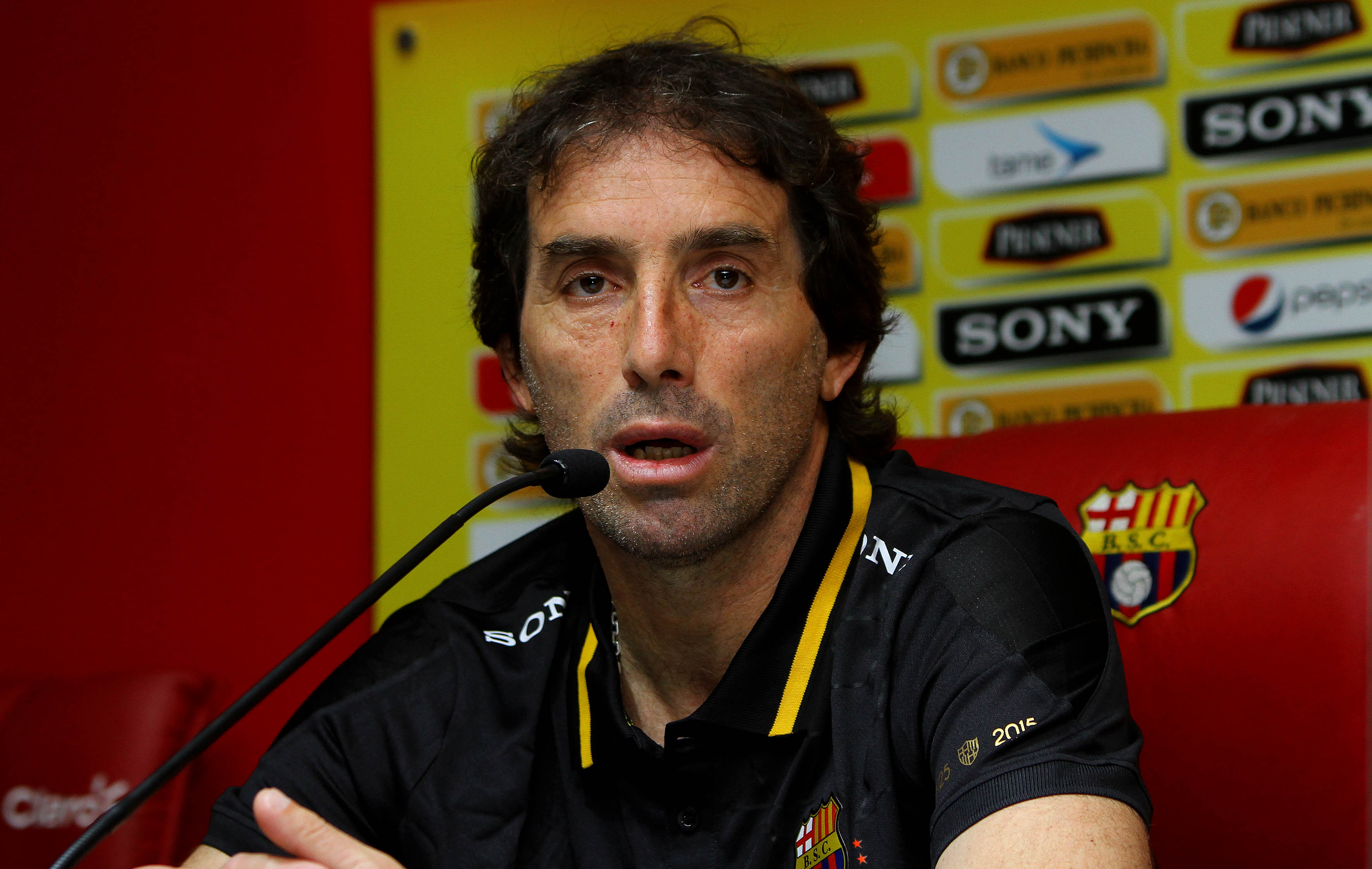
Guillermo Almada, entraîneur champion en 2016

- Francisco de Souza (1963)
- Pablo Ansaldo (en) (1966)
- Otto Vieira (1970, 1971, 1980)
- Héctor Morales (1981)
- Luis Santibáñez (1985)
- Roque Máspoli (1987)
- Miguel Brindisi (1989)
- Jorge Habegger (1991)
- Salvador Capitano (en) (1995)
- Rubén Darío Insúa (en) (1997)
- Gustavo Costas (en) (2012)
- Guillermo Almada (en) (2016)
- Fabián Bustos (en) (2020)

## Évolution de la tenue
Au début le club portait une chemise noire, un short blanc et des chaussettes noires. À partir de 1926, l'équipe a changé les couleurs principales de son uniforme et a commencé à utiliser une chemise jaune à rayures verticales rouges, en l'honneur du drapeau catalan. À partir de 1946, la chemise jaune traditionnelle à rayures rouges est utilisée jusqu'à aujourd'hui.
| 1925 | 1926 - 1941 | 1942 - 1945 | 1946-présent |

## Culture populaire

### Rivalités
Le Barcelona SC fait partie des quatre grands clubs équatoriens avec Club Sport Emelec, Liga Deportiva Universitaria de Quito et El Nacional, les matchs entre ces équipes sont considérés comme des classiques.

#### Clásico del Astillero
Le Clásico del Astillero (français : Classique du chantier naval) est un match de football qui se joue entre les deux équipes avec le plus grand nombre de supporters en Équateur et les deux les plus titrés du pays : le Barcelona Sporting Club et le Club Sport Emelec, c'est le match le plus important du championnat équatorien,.

#### Rivalité avec El Nacional
Une autre rivalité importante est celle contre El Nacional, contre qui le BSC dispute les finales 1982 et 1992 du championnat national, El Nacional étant champion à deux reprises. Cette rencontre est celle qui s'est répétée le plus de fois dans l'histoire du championnat équatorien. El Nacional est le seul club qui surpasse l'équipe du Barcelona SC en victoires.

#### Rivalité avec LDU Quito
La Liga Deportiva Universitaria de Quito a eu une rivalité avec le Barcelona SC, surtout parce que l'équipe de Guayaquil en 25 ans n'a pas été en mesure de battre les universitaires chez eux. Ces équipes se sont affrontées lors de trois finales officielles, la première fois lors du tournoi Apertura 2005, dans lequel la LDU Quito a été championne avec un score global de 3 à 1. La deuxième fois en décembre 2020 en finale du championnat national aboutissant à la victoire de Barcelona aux tirs au but 1 à 3. La troisième occasion était en juin 2021 lors de la finale de la Supercoupe d'Équateur de football 2021, gagnée par LDU Quito.

### Supporteurs

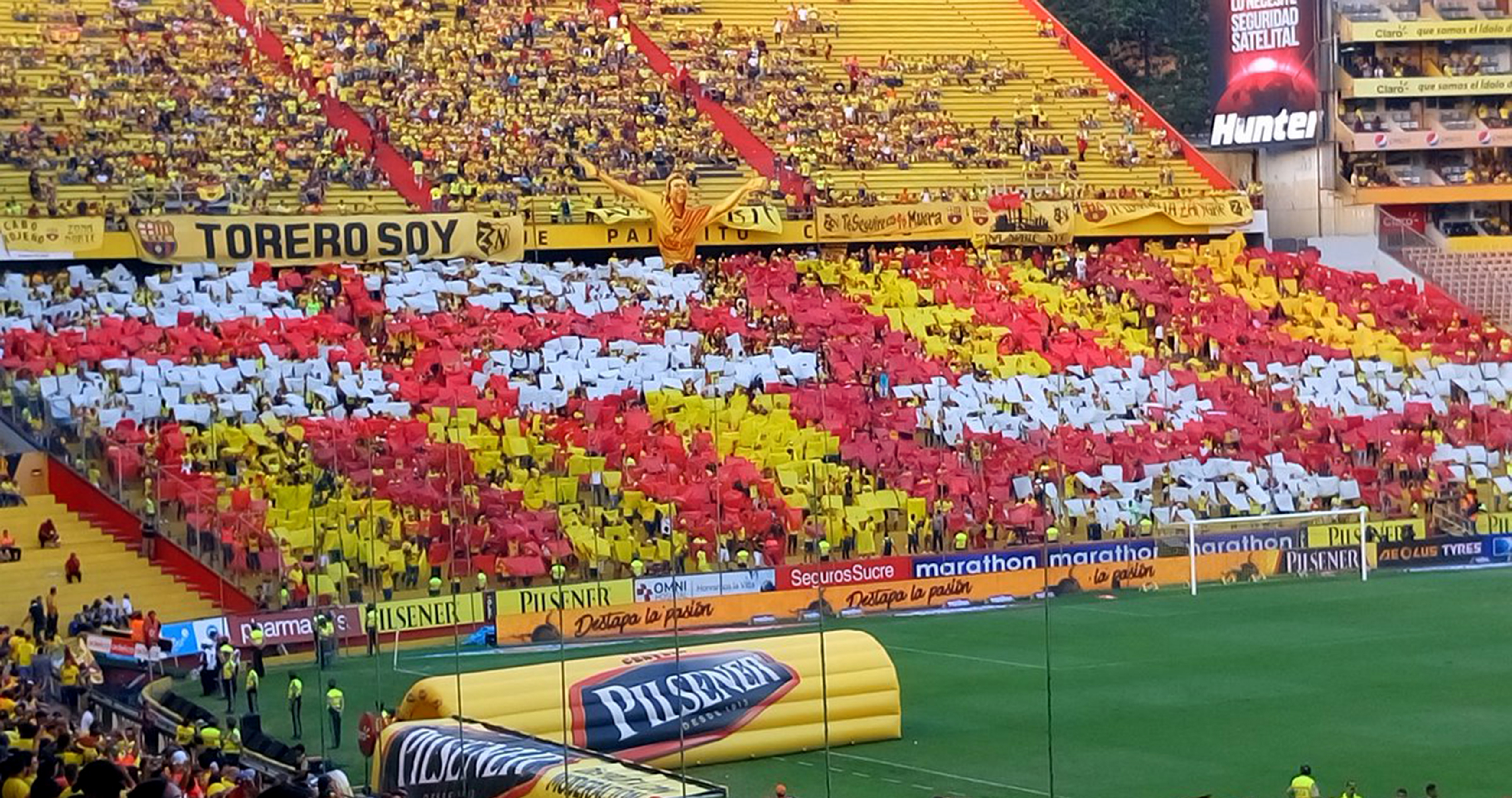
Tifo de la Zone Nord

Le club a deux principaux clubs de supporteurs, la Sur Oscura (le sud obscur) situé au bas de la tribune Sud considéré comme le groupe de fans le plus dangereux du pays avec Boca del Pozo d'Emelec. Fondé en 1995, le groupe provoque en 2006 l'arrêt d'un Clásico del Astillero, dans un autre Clásico en 2007 il provoque la mort d'un fan d'Emelec à la suite d'un jet de fusée. En 2010, un fan du groupe est mort battu par un groupe d'Emelec.
L'autre groupe, Zona Norte (Zone Nord) prend place sur la tribune Nord à cause de sa fanfare il est également appelé La Banda del Monumental

### Noche Amarilla

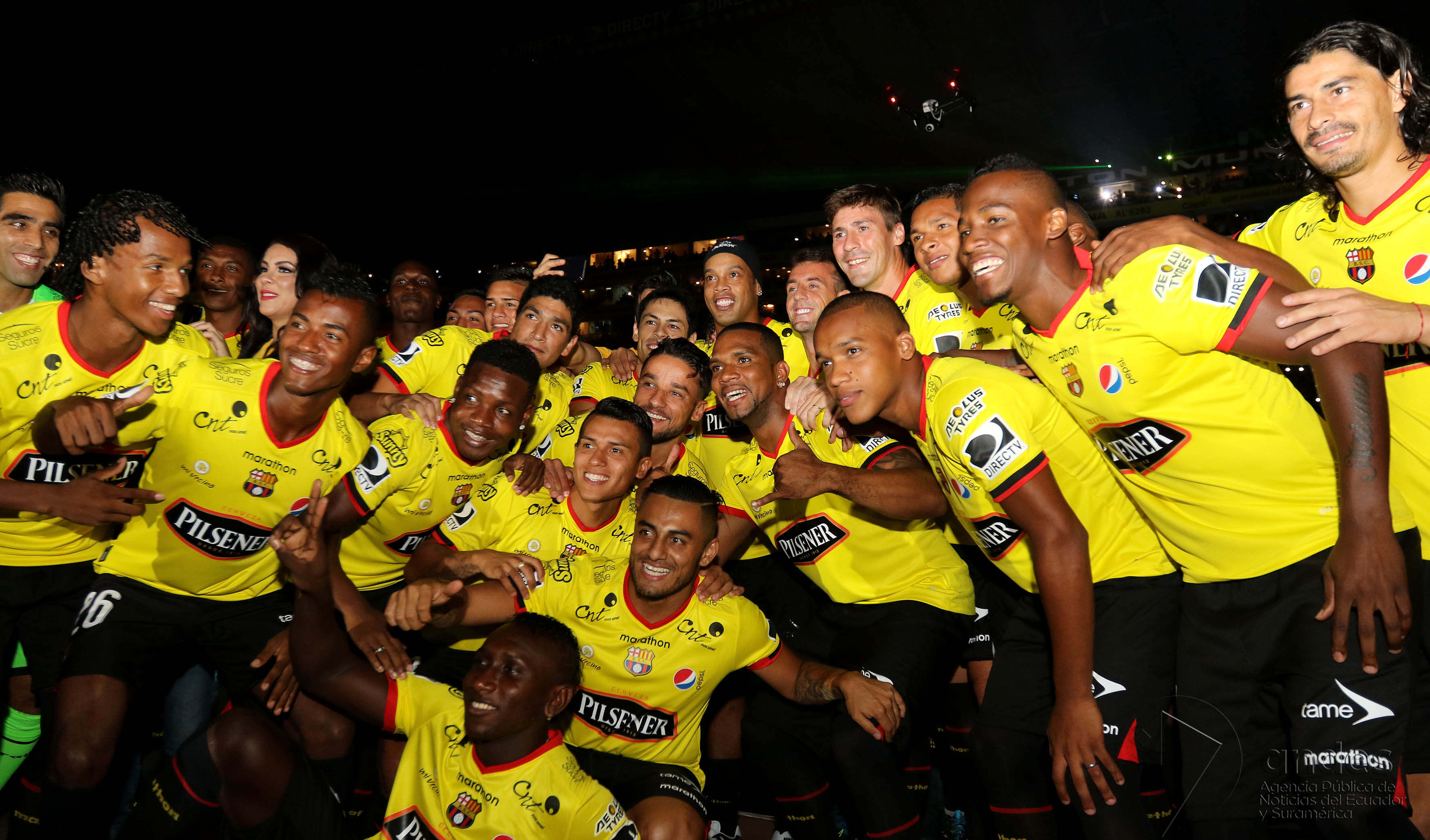
Les joueurs du BSC avec Ronaldinho lors de la nuit jaune en 2016

Au début des années 1990 le Barcelona SC présente son équipe et ses nouvelles recrues avant la reprise du championnat lors d'une soirée, à partir de 1996 un match de gala est organisé pour l'occasion, l'évènement est appelé Noche Amarilla (es) (la nuit jaune). À partir de 2016, une star internationale du football est invitée, le premier invité est le Brésilien Ronaldinho, il aura ainsi porté le maillot du FC Barcelone et du Barcelona SC.
En 2017, l'invité est Diego Forlán, suivront Kaká en 2018, Andrea Pirlo en 2019, Alessandro Del Piero en 2020, Javier Mascherano en 2021, ayant également joué pour le club catalan, Carlos Tévez en 2022.
En 2023, Sergio Agüero qui a mis fin à sa carrière de joueur au FC Barcelone pour des raisons de santé sera présent mais ne jouera pas, c'est la légende du club Matías Oyola (es) fêtant sa fin de carrière (douze ans avec le BSC et trois titres de champion) qui jouera ce soir là.
En 2024, en raison de la crise la nuit jaune n'a pas été organisée, en 2025 l'invité était l'Espagnol Carles Puyol qui a fait toute sa carrière sportive au FC Barcelone.

### Musée du club
Le musée du Barcelona SC, ouvert en 2013, se situe en ville, il expose l'histoire du club, les trophées, des photographies et des objets liés à ses joueurs.

## Filiales

### Club Atlético Guayaquil
Le Club Atlético Guayaquil fondé en 2005, était une équipe des moins de 18 ans et moins de 20 ans du Barcelona SC, elle était également appelée Barcelona Sporting Club "B" . En 2006, l'équipe se retire de la compétition.

### Toreros Fútbol Club
Après l'arrêt du CA Guayaquil, le club fonde le Toreros Fútbol Club en 2006, d'abord nommé Club Deportivo Academia Alfaro Moreno jusqu'en 2016. Le club évolue en deuxième division équatorienne pendant 5 années, actuellement il joue en deuxième division provinciale.

## Autres sections
Les autres sections sportives du club sont : le football féminin, le basketball, le baseball, le volleyball, le bowling, le water polo et l'e-sport.

### Football féminin
L'équipe féminine du Barcelona SC est fondée en janvier 2019 à la suite d'une demande de la CONMEBOL obligeant toutes les équipes qualifiées aux compétitions continentales d'avoir une équipe féminine. Elle participe depuis sa fondation à la Super Ligue féminine équatorienne et joue ses matchs à domicile au Complejo de los Samanes ou à l' Estadio Monumental Isidro Romero Carbo. Lors de ses quatre premières saisons, l'équipe se qualifie chaque fois pour la phase finale atteignant par trois fois les demi-finales.
Le club remporte le championnat en 2023.

### Basketball
La section basketball commence dès la fondation du club en 1925. En 2008, le club gagne le championnat national et provincial, il participe également à la Coupe d'Amérique du Sud des clubs champions de basket-ball en 2008 en l'organisant dans son arène à Guayaquil. Cependant en 2009, le club connaît des difficultés financières et se retire du championnat national. Il évolue dans le championnat provincial où il remporte une deuxième fois le titre en 2016.

### Baseball
La section baseball est également fondée en 1925, Guayaquil étant un haut lieu de ce sport avec onze équipes en championnat national. L'équipe du BSC participe au championnat équatorien dès sa création en 1930 et remporte la première édition. Avec 17 titres nationaux le club est le deuxième plus titré du pays derrière Emelec.

### Volleyball
La section volleyball du BSC remporte le titre national en 2016, chez les hommes et les femmes.